# Francisco Rodríguez Luque
Francisco Rodríguez Luque, conocido como Faluke, es un fotógrafo, naturalista y bloguero español nacido en Almería. Su trabajo se centra en la entomología y en la botánica. Ha descubierto para la ciencia varias especies de insectos y una planta.

## Biografía
Faluke trabajó un tiempo en la industria química. Tras quedar en desempleo se volcó en su interés por la fotografía y la zoología. Sus trabajos fotográficos permitieron redescubrir en Adra en 2019 un insecto al que se creía extinto desde que fuera descubierto en 1988, Lertha sofiae, de la familia de Nemopteridae y un endemismo de la provincia de Almería. No se había vuelto a localizar desde 1991.

## Descubrimientos y citas
- Hypnophila malagana, un caracol nunca citado antes en Almería.
- Yksdarhus lyneborgi.
- Conosiphon ianus.[2][3]
- Lertha sofiae, redescubierto en 2019 tras creerse extinto.
- Gadoria falukei, planta de la familia de Plantaginaceae descubierta en  la Sierra de Gádor en 2012.[4][5]

### Eponimia
- Adelphocoris falukei, un mírido.
- Stenopogon falukei, un díptero.
- Cebrio falukei, un Coleóptero.
- Gadoria falukei, una planta de un nuevo género, Gadoria, de la familia de Plantaginaceae.

## Artículos
- Confermata la presenza in Spagna di Ectomocoris chiragra (Fabricius, 1803) (Hemiptera: Heteroptera: Reduviidae), Revista gaditana de Entomología, volumen IX núm. 1 (2018):25-32. ISSN 2172-2595 (con Paride Dioli, sobre Ectomocoris chiragra, en italiano y en español).[6]
- Cyclodinus debilis (La Ferté-Sénectère, 1849), nueva especie para la fauna de la península ibérica (Coleoptera, Anthicidae, Anthicinae), con José García Carrillo, Boletín de la SAE nº 32 (2022): 91-94. ISSN: 1578-1666; 2254-8777, (sobre Cyclodinus debilis).[7]
- Meenoplidae, una nueva familia de chicharritas para la Península Ibérica, Boletín Asociación Española de Entomología 46(1-2): de marzo de 2022, 157-160, 30-06-2022, con Kees den Bieman y Adrià Miralles-Núñez (sobre Meenoplidae).[8]